# فرودگاه صحرایی مورسل
فرودگاه صحرایی مورسل (به انگلیسی: Moorsele Airfield) (به زبان بومی: Vliegveld Moorsele) یک فرودگاه نظامی است که یک باند فرود چمن دارد و طول باند آن ۶۵۰ متر است. این فرودگاه در کشور بلژیک قرار دارد و در ارتفاع ۲۰ متری از سطح دریا واقع شده‌است.